# ما بعد التكنولوجيا
ما بعد التكنولوجيا (أو ما بعد التكنولوجيا الرقمية) تعرف بأنها احد أنواع التكنولوجيا التي تهتم بالإنسان أكثر من اهتمامها بالتكنولوجيا؛ كونها تدعو إلى تصميم يركز على الكفاءة واستغلال المستخدمين عن طريق زيادة الوقت الذي يقضونه مع التكنولوجيا والأجهزة الرقمية نفسها، إضافة لدعم تركيز المستخدم ونواياه ورفاهيته واستقلاله (عن التكنولوجيا).  وبواسطة ذلك، يمكن أيضًا إنشاء مساحات بينية، مشابهاً لما وصفه ميشيل فوكو بـ "الهيتروتوبيا" (الفضاء) . 